# Atlanta (Kansas)
Atlanta es una ciudad ubicada en el condado de Cowley en el estado estadounidense de Kansas. En el año 2010 tenía una población de 195 habitantes y una densidad poblacional de 150  personas por km².

## Geografía
Atlanta se encuentra ubicada en las coordenadas 37°26′7″N 96°46′7″O / 37.43528, -96.76861 (37.435287, -96.768672).

## Demografía
Según la Oficina del Censo en 2000 los ingresos medios por hogar en la localidad eran de $29,375 y los ingresos medios por familia eran $36,250. Los hombres tenían unos ingresos medios de $31,250 frente a los $19,286 para las mujeres. La renta per cápita para la localidad era de $12,727. Alrededor del 15.5% de la población estaban por debajo del umbral de pobreza.